# Myiodynastes maculatus
Myiodynastes maculatus là một loài chim trong họ Tyrannidae.